# کامینو د سانتیاگو
کامینو دِ سانتیاگو (لاتین: Peregrinatio Compostellana، گالیسی: Camiño de Santiago) یا راهِ سَنْت‌جِیمز یا مسیرِ سانتیاگو دِ کامپُستِلّا یا جادهٔ سانتیاگو از زیارت‌گاه‌های مسیحیان در شبه جزیرهٔ ایبریا است.
بسیاری از باورمندان، از این مسیر به‌عنوانِ گونه‌ای مسیرِ معنوی یا برای بازسازیِ خود به‌منظورِ رشدِ معنوی بهره می‌جویند و آن را می‌پیمایند. جادهٔ سانتیاگو به هر مسیرِ زیارتی که به مدفنِ یعقوب پسر زبدی حواری مسیح در گالیسیای اسپانیا ختم شود گفته می‌شود. جایی که باور بر این است که بقایای او به‌خاک سپرده شده‌است.